# إف. ستيوارت شابن
إف. ستيوارت شابن (بالإنجليزية: Francis Stuart Chapin)‏ هو أستاذ جامعي أمريكي، ولد في 3 فبراير 1888، وتوفي في 7 يوليو 1974.